# Roberto de Mattei
Roberto de Mattei (* 21. Februar 1948 in Rom) ist ein italienischer Professor für Geschichte und Publizist.

## Leben
Roberto de Mattei wurde als Sohn des Geschichtswissenschaftlers Freiherr (Baron) Rodolfo de Mattei geboren. Nach seinem Abschluss in Zeitgeschichte an der Fakultät für Politikwissenschaften der römischen Universität La Sapienza arbeitete er als Assistent von Augusto del Noce und später an der Seite des Historikers Armando Saitta. Ab 1986 übernahm er den Lehrstuhl für Zeitgeschichte an der Universität Cassino. Heute lehrt er Kirchengeschichte an der Università Europea di Roma.
Von 2002 bis 2006 war er Berater der italienischen Regierung in internationalen Angelegenheiten. Von 2003 bis 2011 war de Mattei Vizepräsident des Consiglio Nazionale delle Ricerche (Nationaler Forschungsrat, dem Rang nach der deutschen Max-Planck-Gesellschaft vergleichbar). De Mattei ist Vorsitzender der Stiftung Lepanto, einer Einrichtung katholischer Traditionalisten, die als „eine der Schaltstellen im Kampf gegen Papst Franziskus“ gilt. Er ist zudem Direktor der Dreimonatszeitschrift für Zeitgeschichte Nova Historica, Schriftleiter der Monatszeitschrift Radici Cristiane und Chef des Nachrichtendienstes Corrispondenza Romana.
Nach dem Erdbeben in Japan, dem ein vernichtender Tsunami folgte, zitierte er in einem Text, der sich mit der theologischen Interpretation von Naturkatastrophen auseinandersetzte, den italienischen Bischof Orazio Mazzella, der nach einem Erdbeben 1908 gesagt habe, dass solche Katastrophen den Menschen an die Vergänglichkeit seines Lebens und an die Unsterblichkeit seiner Seele erinnerten. Ob solche Katastrophen eine „Strafe Gottes“ seien, könne laut de Mattei jedoch niemand mit Sicherheit sagen.
Ebenfalls 2011 schrieb er, dass der Untergang des Römischen Reiches neben äußeren Ursachen auch innere, kulturelle Ursachen wie Relativismus und Hedonismus gehabe habe. „Moralische Korruption“ habe die Bedingungen dafür geschaffen, dass von außen angreifende Barbaren das Reich hätten überwältigen können.
2011 erhielt de Mattei den italienischen Historikerpreis Premio Acqui Storia für sein Buch Das Zweite Vatikanische Konzil – eine bislang ungeschriebene Geschichte (Originaltitel: Concilio Vaticano II. Una storia mai scritta).
Beiträge von de Mattei werden vom Webportal „Katholisches.info“ ins Deutsche übersetzt und veröffentlicht. Er gab im November 2015 dem Netzauftritt der Priesterbruderschaft St. Pius X. ein Interview, in dem er sich zustimmend zu den Aussagen des Generaloberen Bernard Fellay hinsichtlich der Ordentlichen Bischofssynode 2015 äußert.
De Mattei ist verheiratet und hat fünf Kinder.

## Werke

### Italienisch (Auswahl)
- Vicario di Cristo. Il primato di Pietro tra normalità ed eccezione, Verona 2013
- Apologia della tradizione, Torino 2011
- Concilio Vaticano II. Una storia mai scritta, Turin, Lindau 2010
- Evoluzionismo. Il tramonto di una ipotesi, Cantagalli, 2009
- Turchia in Europa. Beneficio o catastrofe? Varese, 2009
- La liturgia della Chiesa nell’epoca della secolarizzazione. Chieti, 2009
- Il CNR e le scienze umane. Una strategia di rilancio Rom, 2008
- Finis Vitae: La morte celebrale è ancora vita? Catanzaro, 2007
- Europa: progetto o memoria – conversazione con Alberto Castaldini. Istituto Italiano di Cultura “Vito Grasso”, Bukarest, 2007
- La dittatura del relativismo. Chieti, 2007
- De Europa. Tra radici cristiane e sogni postmoderni. Florenz, 2006
- La Biblioteca delle “Amicizie”. Repertorio critico della cultura cattolica nell’epoca della Rivoluzione 1770–1830. Neapel, 2005
- Quale Papa dopo il Papa. Casale Monferrato, 2002
- La sovranità necessaria. Riflessioni sulla crisi dello stato moderno. Rom, 2001
- Pio IX. Casale Monferrato, 2000
- Il crociato del secolo XX. Plinio Corrêa de Oliveira. Casale Monferrato, 1996
- Il centro che ci portò a sinistra. Rom, 1994
- 1900–2000 – Due sogni si succedono: la costruzione/la distruzione. Rom, 1988
- L’Italia cattolica e il nuovo Concordato. Può un cattolico preferire lo Stato ateo? Rom, 1985
- Merry del Val. Un cardinale che servì quattro Papi (1865–1930), Mailand 2024

### Deutsche Übersetzungen
- Kirche und Homosexualität. Stein am Rhein 1996, ISBN 3-7171-1003-9
- Plinio Corrêa de Oliveira – Der Kreuzritter des 20. Jahrhunderts. Mit einem Vorw. von Kardinal Alfons Maria Stickler SDB. Wien 2004, ISBN 3-9501846-0-0
- Die Türkei in Europa – Gewinn oder Katastrophe?. Gräfelfing 2010 (Resch), ISBN 978-3-935197-95-3
- Das Zweite Vatikanische Konzil – eine bislang ungeschriebene Geschichte. Edition Kirchliche Umschau 2011, ISBN 978-3-934692-21-3
- Verteidigung der Tradition. Grignion Verlag 2017, ISBN 978-3-932085-67-3

### Weitere Übersetzungen (Auswahl)
- De l’utopie du progrès au règne du chaos (Französisch). Lausanne 1993
- Il Crociato del secolo XX. Plinio Corrêa de Oliveira: Spanisch: El Cruzado del siglo XX. Plinio Corrêa de Oliveira, Madrid 1997; Portugiesisch: O cruzado do seculo XX. Plinio Corrêa de Oliveira, Porto 1997; Französisch: Le Croisé du XX siècle. Plinio Corrêa de Oliveira, Lausanne 1997; Englisch: The Crusader of the XXth Century: Plinio Corrêa de Oliveira, Leominster (Großbritannien) 1998.
- Pio IX (Portugiesisch). Porto 2000
- La souveraineté nécessaire (Französisch). Réflexions sur la déconstruction de l’Etat et ses conséquences pour la société. Paris 2000; Portugiesisch: A soberania necessária. Porto 2002